# جائزة أستراليا الكبرى 2018
جائزة أستراليا الكبرى 2018 (رسميًا باسم جائزة فورمولا 1 رولكس الأسترالية الكبرى لعام 2018) هو سباق فورمولا 1 أقيم في حلبة سباق الجائزة الكبرى في ملبورن، أستراليا. كان الأول من أصل 21 في بطولة العالم لسباقات الفورمولا واحد موسم 2018. حلّ الألماني سباستيان فيتل أولا بينما جاء البريطاني لويس هاملتون في المركز الثاني وحصل على المركز الثالث الفنلندي كيمي رايكونن.